# Marco Bruno
Marco Bruno (25 de enero de 1992) es un deportista italiano que compite en tiro con arco, en la modalidad de arco compuesto.
Ganó dos medallas en los Juegos Europeos de Cracovia 2023, una medalla en el Campeonato Europeo de Tiro con Arco al Aire Libre de 2024 y dos medallas en el Campeonato Europeo de Tiro con Arco en Sala, en los años 2024 y 2025.

## Palmarés internacional
| Juegos Europeos                  | Juegos Europeos    | Juegos Europeos   | Juegos Europeos |
| Año                              | Lugar              | Medalla           | Prueba          |
| -------------------------------- | ------------------ | ----------------- | --------------- |
| 2023                             | Cracovia (Polonia) | Medalla de plata  | Individual      |
| 2023                             | Cracovia (Polonia) | Medalla de bronce | Equipo mixto    |
| Campeonato Europeo al Aire Libre |                    |                   |                 |
| Año                              | Lugar              | Medalla           | Prueba          |
| 2024                             | Essen (Alemania)   | Medalla de oro    | Equipo          |
| Campeonato Europeo en Sala       |                    |                   |                 |
| Año                              | Lugar              | Medalla           | Prueba          |
| 2024                             | Varaždin (Croacia) | Medalla de bronce | Equipo          |
| 2025                             | Samsun (Turquía)   | Medalla de oro    | Equipo          |